# Lanzarana largeni
Lanzarana largeni là một loài ếch thuộc họ Ranidae. Nó là đại diện duy nhất của chi Lanzarana. Đây là loài đặc hữu của Somalia.
Môi trường sống tự nhiên của chúng là xavan khô, vùng cây bụi khô khu vực nhiệt đới hoặc cận nhiệt đới, đồng cỏ khô nhiệt đới hoặc cận nhiệt đới vùng đất thấp, đầm nước ngọt có nước theo mùa, khu vực trữ nước, và ao. Chúng hiện đang bị đe dọa vì mất môi trường sống.